# Надежда Захариева
Надежда Григорова Захариева-Дамянова е българска поетеса, писателка, съпруга на големия поет Дамян Дамянов и политик от ДПС.

## Биография
Надежда Захариева е родена на 3 ноември 1944 г. в Радово, Трънско. Израства в Сандански. Завършва Френска филология в София. Шегува се, че ако държавата беше приела такъв закон, тя ще има 35 години трудов стаж като личен асистент на съпруга си Дамян Дамянов. Майка е на 3 деца. През 2003 г. става член на ДПС. Кандидат e за общински съветник в София от листата на ДПС на местните избори през 2003 г., но не е избрана. Кандидат е и за народен представител на парламентарните избори за ХL Народно събрание през 2005 г. и водач на листата на ДПС в 25 МИР, София. Не е избрана за народен представител, но през септември същата година е назначена за заместник-министър на културата от квотата на ДПС в правителството на Сергей Станишев.
Надежда е автор на много любими на българина песни, като „Може би“ на група Сигнал, „Разпилей ме ти цялата“ на Лили Иванова и „Любовта е“ на Хайгашот Агасян. Надежда Захариева пише текстове за песни на редица фолк изпълнители – Теодора, Камелия, Кати, Райко Кирилов , Илия Луков и др.

## Стихосбирки
- „Непредвидени стихотворения“ (1979)
- „Живот като живот“ (1983)
- „Ако не бързаш толкова“ (1987)
- „Казвам се Надежда“ (1995)
- „Загубих си усмивката“ (1995)
- „Нелюбовно време“ (1997)
- „Но млъкни, душо“ (1998)
- „Горчивки“ (1999)
- „Облачно“ (2000)
- „Ти и аз“ (Надежда Захариева и Дамян Дамянов) (2001)
- „Въже от свобода“ (2002)
- „Лирика (избрано)“ (2002)
- „Гълъб ме споходи на Игнажден“ (2004)
- „Пепел от страст“ (2005)
- „Любов?!?“ (2006)
- „Една Надежда“ (2008)

## Романи
- „Смет за сливи“ (1994)
- „Смет за сливи – 2 част“ (2001)
- „Тя и тримата“ (2003)